# Sajószöged
Sajószöged ist eine ungarische Gemeinde im Kreis Tiszaújváros im Komitat Borsod-Abaúj-Zemplén.

## Geografische Lage
Sajószöged liegt in Nordungarn, 23 Kilometer südöstlich des Komitatssitzes Miskolc und 4,5 Kilometer nordwestlich der Kreisstadt Tiszaújváros. Nachbargemeinden sind Sajóörös, Girincs und Nagycsécs.

## Geschichte
Im Jahr 1907 gab es in der damaligen Kleingemeinde 182 Häuser und 975 Einwohner auf einer Fläche von 2391 Katastraljochen. Sie gehörte zu dieser Zeit zum Bezirk Mezőcsát im Komitat Borsod.

## Sehenswürdigkeiten
- Griechisch-katholische Kirche Istenszülő születése
- Reformierte Kirche
- Römisch-katholische Kirche Szent Mihály főangyal
- Weltkriegsdenkmal (I. világháborús emlékmű), erschaffen 1935 von Gyula Aszalay

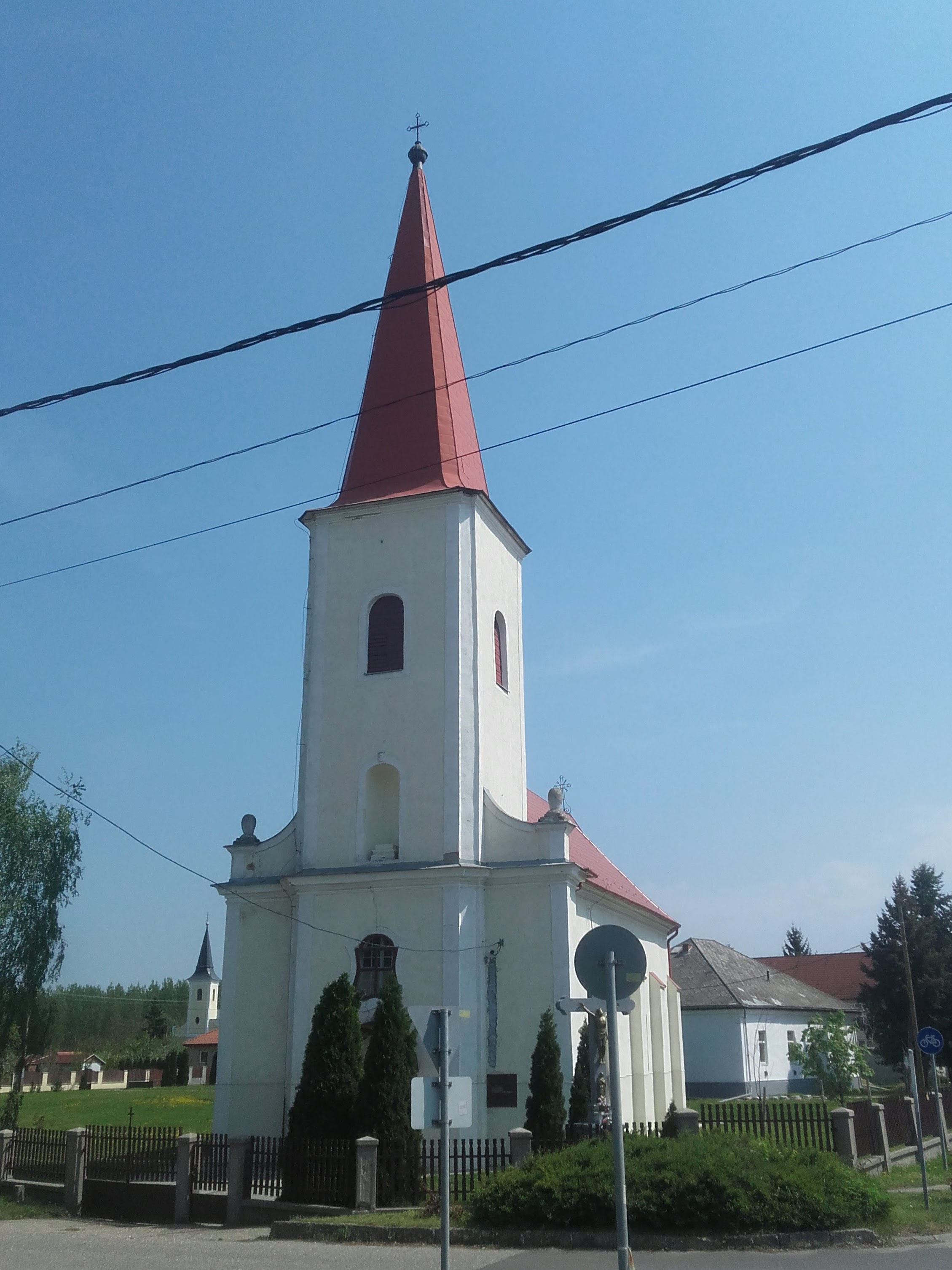
Römisch-katholische Kirche Szent Mihály főangyal

## Verkehr
Durch Sajószöged führt die Hauptstraße Nr. 35. Es bestehen Busverbindungen nach Sajóörös, Tiszaújváros und über Nyékládháza nach Miskolc.